# Naturbahnrodel-Junioreneuropameisterschaft 1996
Die 23. FIL-Naturbahnrodel-Junioreneuropameisterschaft fand vom 17. bis 18. Februar 1996 in Szczyrk in Polen statt.

## Einsitzer Herren
| Platz | Name                | Zeit |
| ----- | ------------------- | ---- |
| 01    | Robert Batkowski    | ?    |
| 02    | Reinhard Gruber     | ?    |
| 03    | Ferdinand Hirzegger | ?    |
| 04    | Daniele Pieiller    | ?    |
| 05    | Rainer Jud          | ?    |
| 06    | Konrad Pamer        | ?    |
| 07    | Gerald Kallan       | ?    |
| 08    | Gašper Megušar      | ?    |
| 09    | Gernot Schwab       | ?    |
| 10    | Emanuele Giannelli  | ?    |

38 Rodler kamen in die Wertung.

## Einsitzer Damen
| Platz | Name                   | Zeit |
| ----- | ---------------------- | ---- |
| 01    | Nicole Grüner          | ?    |
| 02    | Erna Schweigl          | ?    |
| 03    | Luzia Seeber           | ?    |
| 04    | Melanie Breitenberger  | ?    |
| 05    | Carolin Lexer          | ?    |
| 06    | Jekaterina Lawrentjewa | ?    |
| 07    | Barbara Röck           | ?    |
| 08    | Sonja Kastner          | ?    |
| 09    | Magdalena Hula         | ?    |
| 10    | Polina Danilewskaja    | ?    |

15 Rodlerinnen kamen in die Wertung.

## Doppelsitzer
| Platz | Name                                      | Zeit |
| ----- | ----------------------------------------- | ---- |
| 01    | Gerd Mittermair – Werner Töchterle        | ?    |
| 02    | Armin Mair – David Mair                   | ?    |
| 03    | Jürgen Gschwandtner – Herbert Oitzinger   | ?    |
| 04    | Gerhard Kleinhofer – Markus Denifle       | ?    |
| 05    | Andrzej Laszczak – Damian Waniczek        | ?    |
| 06    | Stefano Giansetto – Vanja Demé            | ?    |
| 07    | Alois Braunegger – Klaus Mauracher        | ?    |
| 08    | Pjotr Milewitsch – Wjatscheslaw Bywaltsew | ?    |
| 09    | Anton Kortuchow – Rodion Juschin          | ?    |
| 10    | Denis Alimow – Vadim Borosdin             | ?    |

Elf Doppelsitzer kamen in die Wertung.

## Medaillenspiegel
| Platz | Land       | Gold | Silber | Bronze | Gesamt |
| ----- | ---------- | ---- | ------ | ------ | ------ |
| 1.    | Österreich | 2    | —      | 2      | 4      |
| 2.    | Italien    | 1    | 3      | 1      | 5      |